# Брера (Милано)
Брера е квартал в град Милано, Северна Италия. Той се намира в рамките на Кметство 1 (Исторически център на града) и се групира около историческата едноименна улица.

## Название
Името произлиза от средновековния италиански термин braida или brera, получени от староломбардското brayda (латинизирано като praedium), което означава „земя, свободна или изчистена от дървета“. Това е така, защото около 900 г. районът на Брера попада извън стените на града и е неизползван поради военни съображения. Коренът на думата е същия като този в името на нидерландския град Бреда и английската дума broad.

## Описание
Някога основният достъп извън града до Брера е бил второстепенната градска порта Пустерла Беатриче, която се е намирала в края на днешната улица „Брера“, практически на улица „Понтачо“.
Районът е идеално разграничен от улиците „Понтачо“, „Фатебенефратели“, „Джардини“, „Монте ди Пиетà“, „Понте Ветеро“ и „Меркато“ (via Pontaccio, via Fatebenefratelli, via dei Giardini, via Monte di Pietà, via Ponte Vetero e via Mercato). Всичко в тази зона (включително току-що споменатите улици) е част от квартала „Брера“. Най-важните улици са „Брера“ (via Brera с нейната художествена галерия „Брера“, Академията за изящни изкуства, Националната библиотека „Брайденсе“ и Галерията за модерно изкуство „Кастело“), „Фиори Киари“, „Фиори Оскури“, „Сан Карпофоро“ „Мадонина“, Кармине“, „Човасо“ и „Човасино“ (via Fiori Chiari, via Fiori Oscuri, via San Carpoforo, via Madonnina, via del Carmine, via Ciovasso и via Ciovassino).

## Забележителности
- Дворецът „Брера“, първоначално манастир от 14. век, принадлежащ на Умилиатите и разположен в края на градския район (оттук и съществителното braida, което означава „необработен“), а по-късно на Йезуитите, е преобразуван през 17. век от архитекта Франческо Мария Ричини. Джузепе Пиермарини също играе роля в работата и се погрижва, наред с други неща, за входния портал към улица „Брера“ и двора. През 1773 г. сградата става собственост на Австрийската държава, която урежда използването му за културни институти (академия и библиотека). През 1859 г. в двора е поставена бронзова статуя, изобразяваща Наполеон I. В сградата се намират: 
  - Академията за изящни изкуства „Брера“ː основана през 1776 г. от Мария Терезия с цел „да отнеме преподаването на изящни изкуства от частни занаятчии и художници, за да го подложи на обществено наблюдение и обществена преценка“;
  - Художествена галерия „Брера“ː  национална галерия за старинно и модерно изкуство. В нея се съхранява една от най-известните колекции от картини в Италия, специализирана във венецианската и в ломбардската живопис, с важни произведения от други школи. Освен това благодарение на дарения той предлага колекция, която варира от Праисторията до съвременното изкуство, с шедьоври на художници от 20. век;
  - Националната библиотека „Брайденсе“ː принадлежи на Италианската държава; третата италианска библиотека по отношение на книжното наследство, включваща приблизително 1 500 000 единици;
  - Миланската ботаническа градинаː управлява се от Института за обща приложна физика на Миланския университет. Създадена е през 1774 г. от абат Фулдженцио Витман под ръководството на императрица Мария Терезия, трансформирайки съществуваща йезуитска градина, за да служи на студенти по медицина и фармакология.
  - Астрономическата обсерватория „Брера“ː историческа обсерватория, създадена през втората половина на 18. век. Част от славата й се дължи на наблюденията на каналите на Марс, извършени от Джовани Скиапарели през 1877 г.

Галерията и академията допринасят за развитието на квартала като пространство за художници и място с бохемска атмосфера, понякога наричано „Миланския Монмартър“. 
- Пазар в квартала, който се провежда всяка трета неделя от месеца на улица „Фиори Киари“;
- Бар „Джамайка“, открит през 1911 г., е историческо място, където интелектуалци и писатели се срещат през 50-те и 60-те години на 20. век

Други характеристики, които допринасят за характера на Брера, включват ресторанти, барове, нощни клубове, антикварни магазинчета, пъстри улични пазари, както и сергиите на врачките.

## Друго
От 1997 г. до 2002 г. писателят Паоло Брера, заедно с Франко и Франческа Брера, редактират и публикуват цветното списание „Брера“, посветено на квартала. В него се поместват статии на известни журналисти, критици и писатели, включително Росана Босаля, Джузепе Понтиджа, Гуидо Вергани, Витория Колпи, Карло Кастеланета и Джулио Синьори.
Описание на кварталния живот през 50-те години на 20. век е направено от италианския писател Лучано Бианчарди в първите глави на романа му La vita agra.